# أندرياس بيترمان
أندرياس بيترمان (بالألمانية: Andreas Petermann)‏ مواليد 7 يونيو 1957 في غرايتس، ألمانيا، هو دراج ألماني سابق. سبق أن شارك في دورة الألعاب الأولمبية الصيفية.

## سجل النتائج

### سباقات أو مراحل فاز بها
- بطولة العالم لسباق الدراجات على الطريق

## الميداليات
| الميدالية | المسابقة                                    |
| --------- | ------------------------------------------- |
| ذهبية     | بطولة العالم لسباق الدراجات على الطريق 1979 |

## روابط خارجية
- أندرياس بيترمان على موقع أرشيف الدراجات (الإنجليزية)
- أندرياس بيترمان على موقع إحصائيات الدراجات الإحترافية (الإنجليزية)
- أندرياس بيترمان على موقع أوليمبيديا (الإنجليزية)
- أندرياس بيترمان  على موقع SportsReference  - سبورتس رفرنس